# Aboncourt (Meurthe-et-Moselle)
Aboncourt település Franciaországban, Meurthe-et-Moselle megyében. Lakosainak száma 90 fő (2022. január 1.). Aboncourt Maconcourt, Repel, Saint-Prancher, Beuvezin, Courcelles, Grimonviller és Chef-Haut községekkel határos.

## Népesség
A település népességének változása:
| Lakosok száma | 133  | 137  | 120  | 128  | 106  | 104  | 103  | 96   | 92   | 90   |
|               | 1968 | 1982 | 1990 | 2006 | 2013 | 2015 | 2017 | 2019 | 2020 | 2022 |